# أوتو آدم
أوتو آدم (بالألمانية: Otto Adam)‏ هو مبارز بالسيف ألماني، ولد في 24 نوفمبر 1909 في فيسبادن في ألمانيا، وتوفي في 2 ديسمبر 1977 في أوتفايلر في ألمانيا.

## وصلات خارجية
- أوتو آدم على موقع أوليمبيديا (الإنجليزية)